# Джинджихашвили, Роман Яковлевич
Рома́н Я́ковлевич Джинджихашви́ли (груз. რომან ჯინჯიხაშვილი; род. 5 мая 1944, Тбилиси) — американский шахматист, гроссмейстер (1977). Выступал также за СССР и Израиль.

## Биография
Роман Джинджихашвили родился 5 мая 1944 года в Тбилиси в семье грузинских евреев.
С 1976 год жил в Израиле, с 1980 — в США. Чемпион Израиля 1978 года. В чемпионате США (1983) — 1—3-е место (с У. Брауном и Л. Кристиансеном). В составе команды Израиля участник двух Шахматных олимпиад (1976, 1978), в составе команды США — одной (1984). Лучшие результаты в международных соревнованиях: Женева (1977) — 3—4-е; Нетания (1977) — 1—4-е; Гастингс (1977/1978) — 1-е; Амстердам и Тилбург (1978) — 3—5-е; Нью-Йорк (1979 и 1984) — 1-е; Лон-Пайн 1980 — 1—5-е; Чикаго (1982) — 4-е; Форт-Уэрт 1984 — 1—2-е места.
В 1993 году снялся в камео в фильме «В поисках Бобби Фишера».

## Семья
- Брат — писатель Нодар Джин (Нодар Яковлевич Джинджихашвили, 1947—2002);
- Брат — журналист, философ, режиссёр/продюсер «Голоса Америки» — Тимур Яковлевич Джинджихашвили (англ. Timur Dzhin)

## Изменения рейтинга
| Графики недоступны из-за технических проблем. См. информацию на Фабрикаторе и на mediawiki.org. |